# Spizella wortheni
Spizella wortheni là một loài chim trong họ Emberizidae.